# هارولد ألدن
هارولد لي ألدن (بالإنجليزية: Harold Alden)‏ (10 يناير 1890 - 3 فبراير 1964) أستاذ جامعي وعالم فلك أمريكي.

## السيرة الذاتية

### النشأة والتعليم
ولد هارولد لي ألدن في شيكاغو، إلينوي. التحق بكلية ويتون (إلينوي) وحصل على درجة بكالوريوس الآداب في عام 1912 منها قبل أن ينتقل إلى جامعة شيكاغو ويحصل على شهادة الماجستير في عام 1913. في الفترة من عام 1912-1913 عمل كمساعد في برنامج التصوير الضوئي في مرصد يركيس.
حصل هارولد على درجة الدكتوراه عام 1917 من جامعة فرجينيا.

### الحياة العملية
عمل ألدن لمدة عشرين عامًا في مرصد جامعة ييل في جنوب إفريقيا قبل أن يعود إلى جامعة فرجينيا. أمضى تلك الفترة في دراسة حركة النجوم وخصوصا النجوم المتغيرة.
عاد ألدن إلى جامعة فرجينيا في عام 1945 ليصبح أستاذاً لعلم الفلك ثم رئيس قسم الفلك ثم مدير مرصد لياندر ماكورميك.
في عام 1951 كان نائب رئيس الجمعية الأمريكية لتقدم العلوم ورئيس القسم دي بها (قسم علم الفلك). بينما في الفترة 1952-1955 كان رئيس لجنة 24، التابعة للاتحاد الفلكي الدولي.

## التكريم

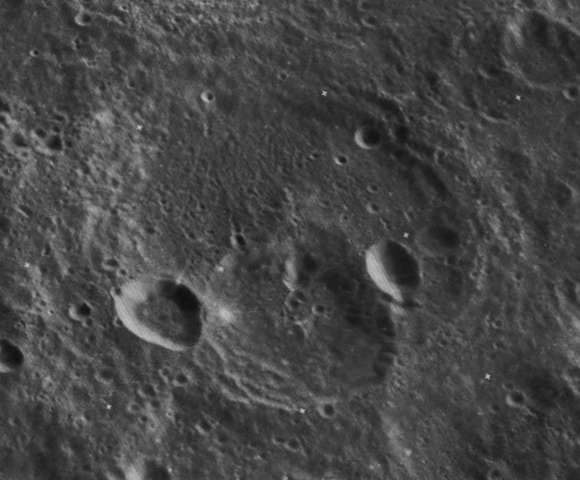
صورة لفوهة ألدن

تم تمسية فوهة ألدن على الجانب البعيد من سطح القمر على اسمه تكريما له على مجمل أعماله وتخليدا لذكراه.

## التقاعد والوفاة
تقاعد ألدن من جامعة فرجينيا في 30 يونيو 1960. عندما تقاعد، أصبح أستاذا فخريا تقديرا له على مدة 26 عاما في الجامعة كان فيها زميل، مدرب، مساعد، أستاذ مساعد وأستاذ. توفي في شارلوتسفيل في 3 فبراير 1964.
رزق ألدن من زوجته :ميلدريد" بثلاثة أطفال أنجبوا له أحد عشر حفيدا.

## وصلات خارجية
- السيرة الذاتية لهارولد ألدن
- أبحاث هارولد ألدن